# Centaurium mairei
Centaurium mairei là một loài thực vật có hoa trong họ Long đởm. Loài này được Zeltner mô tả khoa học đầu tiên năm 1985.